# Șendreni, Nisporeni
Șendreni este un sat din cadrul comunei Vărzărești din raionul Nisporeni, Republica Moldova.

## Istorie
Satul Șendreni este menționat documentar pentru prima dată în anul 1437:
„Suret de pe uric vechiu pe sârbie de la Ilie și Ștefan voievod, domnii Țării Moldovei, scris în Vaslui, de Oancea logofăt, din leat 6945 <1437> octombrie 5.

Cu mila lui Dumnezeu, noi, Ilie voievod, binecredinciosul domnu și stăpânului nostru Isus Hristos, și cu fratele domnii mele, Ștefan voievod, domnul Țării Moldovei. Precum am binevoit cu a noastră bunăvoință cu toată bunăvoia noastră și cu agiutoriul de la Dumnezeu, ca să înnoim și să întărim Mănăstirea de la Poiana a Sfântului Necolae și am adaos la dânsa dintr-a noastră avere încât să se poate hrăni acei ce se vor afla într-însa, sate anume: unde au fost Mihăila Roca, și Răpcinți, și Rădăuții, și unde este Bălan, și unde este Drăgota, și unde este Șandru, și unde este Petre Bumbotă și un loc de pustiu din gios de Bumbotă, într-o vale.”

## Personalități
- Victor Țopa – ex-ministru al transporturilor și telecomunicațiilor